# Керажозеро
Керажозеро, Кераж — пресноводное озеро на межселенной территории Онежского района Архангельской области.

## Общие сведения
Площадь озера — 3,5 км², площадь водосборного бассейна — 142 км². Располагается на высоте 179,3 метров над уровнем моря.
Форма озера продолговатая: оно почти на три километра вытянуто с севера на юг. Берега каменисто-песчаные, часто заболоченные.
Через озеро течёт река Верхняя, впадающая в озеро Калгачинское, из которого берёт начало река Илекса, впадающая, в свою очередь, в Водлозеро.
В озере расположены два небольших безымянных острова.
Населённые пункты и автодороги вблизи водоёма отсутствуют.
Код объекта в государственном водном реестре — 01040100311102000019114.